# IAAF World Relays 2019
Die 4. IAAF World Relays, inoffiziell auch als 4. Staffel-Weltmeisterschaften bezeichnet, fanden am 11. und 12. Mai 2019 im Nissan-Stadion statt. Nach drei Austragungen in Nassau auf den Bahamas wurde der Wettbewerb erstmals an einen anderen Standort vergeben.

## Wettbewerbe
Teil der World Relays blieben die olympischen Distanzen 4-mal 100 Meter und 4-mal 400 Meter sowie Staffeln über 4-mal 200 Meter. Hinzu kam die bei der vorherigen Austragung 2017 eingeführte 4-mal-400-Meter-Mixed-Staffel. Neu im Programm war eine 2-mal-2-mal-400-Meter-Staffel mit einem Mann und einer Frau pro Nation, welche die 4-mal-800-Meter-Staffeln der Vorjahre ersetzte. Gleichfalls zum ersten Mal wurde die ebenfalls gemischte Hürden-Pendelstaffel (engl. Shuttle Hurdles Relay) ausgetragen, womit nun in je drei Männer-, Frauen- und Mixed-Wettbewerben die Sieger ermittelt wurden. In der 2-mal-2-mal-400-Meter-Staffel war es den Nationen genauso wie in der 4-mal-400-Meter-Mixed-Staffel jeweils selbst überlassen, in welcher Reihenfolge sie die beiden Geschlechter starten ließen.
Die Top 10 im Endklassement über 4-mal 100 und 4-mal 400 Meter qualifizierten sich direkt für die Weltmeisterschaften 2019 in Doha, über 4-mal 400 Meter wurden die Ränge in einem B-Finale ausgelaufen. Zur Qualifikation für die bei den Weltmeisterschaften erstmals ausgetragenen Mixed-Staffel über 4-mal 400 Meter reichte ein Platz unter den ersten 12.

## Zeitplan
Angegeben sind die Ortszeiten in Yokohama, wo man der deutschen Zeit um sieben Stunden voraus war.
| Tag 1: Samstag, 11. Mai | Tag 1: Samstag, 11. Mai | Tag 1: Samstag, 11. Mai |
| ----------------------- | ----------------------- | ----------------------- |
| 18:38                   | Hürden-Pendelstaffel    | Vorläufe                |
| 19:05                   | 4 × 400 m Frauen        | Vorläufe                |
| 19:40                   | 4 × 400 m Männer        | Vorläufe                |
| 20:13                   | 4 × 100 m Frauen        | Vorläufe                |
| 20:40                   | 2 × 2 × 400 m Mixed     | Finale                  |
| 21:00                   | 4 × 100 m Männer        | Vorläufe                |
| 21:22                   | 4 × 400 m Mixed         | Vorläufe                |
| 21:55                   | Hürden-Pendelstaffel    | Finale                  |

| Tag 2: Sonntag, 11. Mai | Tag 2: Sonntag, 11. Mai | Tag 2: Sonntag, 11. Mai |
| ----------------------- | ----------------------- | ----------------------- |
| 18:31                   | 4 × 200 m Männer        | Vorläufe                |
| 18:52                   | 4 × 400 m Frauen        | B-Finale                |
| 19:05                   | 4 × 400 m Männer        | B-Finale                |
| 19:21                   | 4 × 400 m Frauen        | Finale                  |
| 19:37                   | 4 × 400 m Männer        | Finale                  |
| 19:53                   | 4 × 400 m Mixed         | Finale                  |
| 20:09                   | 4 × 200 m Frauen        | Finale                  |
| 20:23                   | 4 × 200 m Männer        | Finale                  |
| 20:37                   | 4 × 100 m Frauen        | Finale                  |
| 20:52                   | 4 × 100 m Männer        | Finale                  |

## Abkürzungen
| - WR: Weltrekord - CR: Weltmeisterschaftsrekord (engl. Championship Record) - AR: Kontinentalrekord (engl. Area Record) - NR: nationaler Rekord - WJ: Juniorenweltrekord | - WL: Weltjahresbestleistung - SB: Saisonbestleistung - DQ: disqualifiziert (engl. Disqualified) - DNF: Wettkampf nicht beendet (engl. Did not finish) - DNS: nicht am Start (engl. Did not start) |

## Ergebnisse

### Frauen

#### 4 × 100 m Staffel
| Platz | Land               | Athletinnen                                                                                                  | Zeit (s) |
| ----- | ------------------ | --- | -------- |
| 1     | Vereinigte Staaten | Mikiah Brisco Ashley Henderson Dezerea Bryant Aleia Hobbs                                                    | 43,27    |
| 2     | Jamaika            | Gayon Evans (Finale) Natasha Morrison Shashalee Forbes Jonielle Smith Sherone Simpson (Vorlauf)              | 43,29    |
| 3     | Deutschland        | Lisa-Marie Kwayie Alexandra Burghardt (Finale) Gina Lückenkemper Rebekka Haase Lisa Mayer (Vorlauf)          | 43,68    |
| 4     | Brasilien          | Ana Azevedo (Finale) Lorraine Martins Franciela Krasucki Vitória Cristina Rosa Andressa Fidelis (Vorlauf)    | 43,75    |
| 5     | Italien            | Johanelis Herrera Abreu Gloria Hooper Anna Bongiorni Irene Siragusa                                          | 44,29    |
| 6     | Australien         | Sally Pearson Nana Owusu-Afriyie (Finale) Riley Day Naa Anang Maddie Coates (Vorlauf)                        | 44,62    |
| 7     | Ghana              | Flings Owusu-Agyapong Gemma Acheampong Persis William-Mensah Halutie Hor                                     | 44,77    |
| 8     | Dänemark           | Louise Østergaard (Finale) Astrid Glenner-Frandsen Mette Graversgaard Mathilde Kramer Ida Karstoft (Vorlauf) | 45,32    |

Finale: 12. Mai

#### 4 × 200 m Staffel
| Platz | Land                | Athletinnen                                                                      | Zeit (min) |
| ----- | ------------------- | -------------------------------------------------------------------------------- | ---------- |
| 1     | Frankreich          | Carolle Zahi Estelle Raffai Cynthia Leduc Maroussia Paré                         | 1:32,16 WL |
| 2     | Volksrepublik China | Liang Xiaojing Wei Yongli Kong Lingwei Ge Manqi                                  | 1:32,76 AR |
| 3     | Jamaika             | Elaine Thompson Stephenie Ann McPherson Shelly-Ann Fraser-Pryce Shericka Jackson | 1:33,21 SB |
| 4     | Japan               | Miku Yamada Naoka Miyake Mei Kodama Shuri Aono                                   | 1:34,57 NR |
| 5     | Deutschland         | Jennifer Montag Katrin Fehm Sophia Junk Jessica-Bianca Wessolly                  | 1:34,92    |
| 6     | Ecuador             | Virginia Villalba Anahí Suárez Marizol Landázuri Ángela Tenorio                  | 1:35,91 NR |
| 7     | Papua-Neuguinea     | Leonie Beu Isila Manukip Apkup Edna Boafob Adrine Monagi                         | 1:43,85 NR |
| –     | Vereinigte Staaten  | Kyra Jefferson Shania Collins Gabrielle Thomas Jenna Prandini                    | DQ         |
| –     | Kenia               | Eunice Kadogo Millicent Ndoro Joan Cherono Freshia Mwangi                        | DNF        |

12. Mai
Die ursprünglich am selben Tag vorgesehenen Zeitläufe fielen auf Grund der nur neun gemeldeten Staffeln weg. Das jamaikanische Quartett mit den Einzelolympiasiegerinnen Thompson und Fraser-Pryce kam nach zwei verkorksten Wechseln noch zu Bronze, da die ursprünglich auf Platz 3 eingelaufenen US-Amerikanerinnen nach einer Stabübergabe außerhalb des Wechselraums (IWR 170.7) disqualifiziert wurden.

#### 4 × 400 m Staffel
| Platz | Land                   | Athletinnen | Zeit (min) |
| ----- | ---------------------- | --- | ---------- |
| 1     | Polen                  | Małgorzata Hołub-Kowalik Patrycja Wyciszkiewicz Anna Kiełbasińska Justyna Święty-Ersetic                                                                                            | 3:27,49 SB |
| 2     | Vereinigte Staaten     | Jaide Stepter Shakima Wimbley (Finale) Jessica Beard (Finale) Courtney Okolo Jordan Lavender (Vorlauf) Joanna Atkins (Vorlauf)                                                      | 3:27,65    |
| 3     | Italien                | Maria Benedicta Chigbolu Ayomide Folorunso Giancarla Trevisan (Finale) Raphaela Lukudo (Finale) Elisabetta Vandi (Vorlauf) Chiara Bazzoni (Vorlauf)                                 | 3:27,74 SB |
| 4     | Kanada                 | Maya Stephens Madeline Price Alicia Brown (Finale) Sage Watson Travia Jones (Vorlauf)                                                                                               | 3:28,21 SB |
| 5     | Jamaika                | Chrisann Gordon Anastasia Le-Roy (Finale) Tiffany James Janieve Russell (Finale) Christine Day (Vorlauf) Shiann Salmon (Vorlauf)                                                    | 3:28,30 SB |
| 6     | Vereinigtes Königreich | Emily Diamond Laviai Nielsen Zoey Clark Amy Allcock | 3:28,96    |
| 7     | Schweiz                | Léa Sprunger Fanette Humair Veronica Vancardo Yasmin Giger | 3:32,32    |
| 8     | Frankreich             | Estelle Perrossier (Finale) Brigitte Ntiamoah (Finale) Kellya Pauline (Finale) Amandine Brossier Déborah Sananes (Vorlauf) Elea Mariama Diarra (Vorlauf) Agnès Raharolahy (Vorlauf) | 3:36,28    |

Finale: 12. Mai
 Deutschland: Die deutsche Staffel mit Luna Bulmahn, Corinna Schwab, Ruth Sophia Spelmeyer und Hannah Mergenthaler qualifizierte sich nach Rang 5 in ihrem Vorlauf nicht für den Endlauf. Im B-Finale belegte die Staffel – mit der am Vortag in der Mixed-Staffel eingesetzten Laura Müller statt Schwab – nach einem verpatzten letzten Wechsel Rang 3 und verpasste mit Gesamtrang 11 somit die sichere Qualifikation für die Weltmeisterschaften 2019.

### Männer

#### 4 × 100 m Staffel
| Platz | Land                   | Athleten                                                                               | Zeit (s) |
| ----- | ---------------------- | -------------------------------------------------------------------------------------- | -------- |
| 1     | Brasilien              | Rodrigo do Nascimento Jorge Vides Derick Silva Paulo André de Oliveira                 | 38,05 WL |
| 2     | Vereinigte Staaten     | Mike Rodgers Justin Gatlin Isiah Young Noah Lyles (Finale) Cameron Burrell (Vorlauf)   | 38,07 SB |
| 3     | Vereinigtes Königreich | Chijindu Ujah Harry Aikines-Aryeetey Adam Gemili Nethaneel Mitchell-Blake              | 38,15    |
| 4     | Volksrepublik China    | Wu Zhiqiang Xie Zhenye Su Bingtian Liang Jinsheng                                      | 38,16 SB |
| 5     | Frankreich             | Stuart Dutamby Jimmy Vicaut Méba-Mickaël Zézé Mouhamadou Fall                          | 38,31 SB |
| 6     | Jamaika                | Nesta Carter Julian Forte Rasheed Dwyer Nigel Ellis (Finale) Tyquendo Tracey (Vorlauf) | 38,88    |
| 7     | Türkei                 | Emre Zafer Barnes Jak Ali Harvey İzzet Safer Ramil Guliyev                             | 39,13    |
| –     | Italien                | Eseosa Desalu Marcell Jacobs Davide Manenti Filippo Tortu                              | DNF      |

Finale: 12. Mai
 Deutschland: Die deutsche Staffel mit Kevin Kranz, Patrick Domogala, Julian Reus und Robin Erewa schied im Vorlauf nach Platz 5 in 38,91 s aus.

#### 4 × 200 m Staffel
| Platz | Land                | Athleten | Zeit (min) |
| ----- | ------------------- | --- | ---------- |
| 1     | Vereinigte Staaten  | Christopher Belcher Bryce Robinson Vernon Norwood Remontay McClain                                                                 | 1:20,12    |
| 2     | Südafrika           | Simon Magakwe (Finale) Chederick van Wyk Sinesipho Dambile Akani Simbine (Finale) Jon Seeliger (Vorlauf) Anaso Jobodwana (Vorlauf) | 1:20,42 AR |
| 3     | Deutschland         | Maurice Huke Patrick Domogala Aleixo-Platini Menga Robin Erewa                                                                     | 1:21,26 NR |
| 4     | Kenia               | Mark Odhiambo Mike Mokamba Samuel Chege Alphas Kishoyian                                                                           | 1:22,55 SB |
| 5     | Japan               | Daisuke Miyamoto Shunto Nagata (Finale) Tomoya Tamura Kenji Fujimitsu Kirara Shiraishi (Vorlauf)                                   | 1:22,67 SB |
| 6     | Volksrepublik China | Mo Youxue Luo Wenyi Bie Ge Lin Junhong                                                                                             | 1:22,81    |
| –     | Bahamas             | Cliff Resias Stephen Newbold Anthony Adderley Rico Moultrie (Finale) Shavez Hart (Vorlauf)                                         | DQ         |
| –     | Nigeria             | Emmanuel Arowolo Enoch Adegoke Usheoritse Itsekiri (Finale) Jerry Jakpa Ogho-Oghene Egwero (Vorlauf)                               | DQ         |

Finale: 12. Mai

#### 4 × 400 m Staffel
| Platz | Land                   | Athleten | Zeit (min) |
| ----- | ---------------------- | --- | ---------- |
| 1     | Trinidad und Tobago    | Deon Lendore Jereem Richards Asa Guevara Machel Cedenio                                                                      | 3:00,81 WL |
| 2     | Jamaika                | Demish Gaye Akeem Bloomfield Rusheen McDonald (Finale) Nathon Allen Javon Francis (Vorlauf)                                  | 3:01,57 SB |
| 3     | Belgien                | Dylan Borlée Robin Vanderbemden Jonathan Borlée (Finale) Jonathan Sacoor Julien Watrin (Vorlauf)                             | 3:02,70 SB |
| 4     | Japan                  | Julian Walsh Kentarō Satō Naoki Kitadani (Finale) Kota Wakabayashi Yoshinobu Imoto (Vorlauf)                                 | 3:03,24    |
| 5     | Vereinigtes Königreich | Rabah Yousif Dwayne Cowan Martyn Rooney Cameron Chalmers                                                                     | 3:04,96    |
| 6     | Südafrika              | Gardeo Isaacs Pieter Conradie Ranti Marvin Dikgale Ashley Hlungwani                                                          | 3:05,32    |
| 7     | Australien             | Alexander Beck Tyler Gunn Murray Goodwin Steven Solomon                                                                      | 3:05,59    |
| –     | Vereinigte Staaten     | Nathan Strother Fred Kerley (Finale) Michael Cherry (Finale) Paul Dedewo Josephus Lyles (Vorlauf) Je’von Hutchison (Vorlauf) | DQ         |

Finale: 12. Mai
Die trinidadisch-tobagische Schlussläufer Cedenio fing den US-Amerikaner Dedewo auf dem Zielstrich noch ab. Da die Vereinigten Staaten nach IWR 163.3a (Bahnübertreten) aber später disqualifiziert wurden, ging Bronze an Belgien.
 Deutschland: Die deutsche Staffel mit Marc Koch, Patrick Schneider, Manuel Sanders und Johannes Trefz sicherte im Vorlauf mit Platz fünf in 3:06,03 min den Einzug ins B-Finale, wo Tobias Lange, Torben Junker, Patrick Schneider und Johannes Trefz mit SB von 3:05,35 min den 6. Platz erreichten.

### Mixed

#### 4 × 400 m Staffel
| Platz | Land               | Athleten | Zeit (min) |
| ----- | ------------------ | --- | ---------- |
| 1     | Vereinigte Staaten | My’Lik Kerley Joanna Atkins (Finale) Jasmine Blocker (Finale) Dontavius Wright Brionna Thomas (Vorlauf) Olivia Baker (Vorlauf) | 3:16,43    |
| 2     | Kanada             | Austin Cole Aiyanna Stiverne Zoe Sherar (Finale) Philip Osei Alicia Brown (Vorlauf) | 3:18,15    |
| 3     | Kenia              | Jared Momanyi Maureen Nyatichi Thomas Hellen Syombua Aron Koech | 3:19,43    |
| 4     | Italien            | Giuseppe Leonardi (Finale) Virginia Troiani (Finale) Chiara Bazzoni (Finale) Alessandro Sibilio (Finale) Davide Re (Vorlauf) Giancarla Trevisan (Vorlauf) Andrew Howe (Vorlauf) Raphaela Lukudo (Vorlauf)                              | 3:20,28    |
| 5     | Polen              | Przemysław Waściński (Finale) Małgorzata Hołub-Kowalik (Finale) Justyna Saganiak (Finale) Patryk Dobek (Finale) Kajetan Duszyński (Vorlauf) Patrycja Wyciszkiewicz (Vorlauf) Justyna Święty-Ersetic (Vorlauf) Karol Zalewski (Vorlauf) | 3:20,65    |
| 6     | Brasilien          | Lucas Carvalho Tiffani Marinho Cristiane Silva Alexander Russo | 3:20,71    |
| 7     | Deutschland        | Marc Koch (Finale) Corinna Schwab (Finale) Svea Köhrbrück (Finale) Marvin Schlegel (Finale) Tobias Lange (Vorlauf) Laura Müller (Vorlauf) Nadine Gonska (Vorlauf) Torben Junker (Vorlauf)                                              | 3:22,26    |
| 8     | Belgien            | Julien Watrin Lucie Ferauge (Finale) Hanne Claes (Finale) Jonathan Sacoor (Finale) Camille Laus (Vorlauf) Liefde Schoemaker (Vorlauf) Dylan Borlée (Vorlauf)                                                                           | 3:25,74    |

Finale: 12. Mai

#### 2 × 2 × 400 m Staffel
| Platz | Land                 | Athleten                                  | Zeit (min) |
| ----- | -------------------- | ----------------------------------------- | ---------- |
| 1     | Vereinigte Staaten   | Ce’aira Brown Donavan Brazier             | 3:36,92 SB |
| 2     | Australien           | Catriona Bisset Joshua Ralph              | 3:37,61 SB |
| 3     | Japan                | Ayano Shiomi Allon Tatsunami Clay         | 3:38,36 SB |
| 4     | Polen                | Anna Dobek Patryk Dobek                   | 3:42,14 SB |
| 5     | Belarus              | Maryna Arsamassawa Aljaksandr Wassileuski | 3:51,64 SB |
| 6     | Papua-Neuguinea      | Donna Koniel Daniel Baul                  | 4:04,73 SB |
| 7     | Athlete Refugee Team | Rose Lokonyen James Chiengjiek            | 4:08,80 SB |
| –     | Kenia                | Collins Kipruto Eglay Nafuna Nalyanya     | DQ         |

11. Mai
Kenia stellte anders als alle anderen Nationen die weibliche Läuferin auf die Schlussposition und führte somit lange. Im Ziel belegte die Staffel zunächst Rang 4, wurde aber wegen eines Tritts in den Innenraum (IWR 163.6) disqualifiziert.

#### Hürden-Pendelstaffel
| Platz | Land               | Athleten | Zeit (s) |
| ----- | ------------------ | --- | -------- |
| 1     | Vereinigte Staaten | Christina Clemons (Finale) Freddie Crittenden Sharika Nelvis Devon Allen (Finale) Queen Harrison (Vorlauf) Ryan Fontenot (Vorlauf) | 54,96 SB |
| 2     | Japan              | Ayako Kimura Shunya Takayama Masumi Aoki Taiō Kanai                                                                                | 55,59 SB |
| –     | Australien         | Brianna Beahan Nicholas Hough Celeste Mucci Nicholas Andrews                                                                       | DQ       |
| –     | Jamaika            | Amoi Brown (Vorlauf) Andrew Riley (Vorlauf) Megan Tapper (Vorlauf) Ronald Levy (Vorlauf)                                           | DNS      |

Finale: 11. Mai
Nach einem Fehlstart der australischen Startläuferin (Disqualifikation nach IWR 162.8) wurden nur zwei Medaillen vergeben. Die ebenfalls für das Finale qualifizierte jamaikanische Staffel trat nicht an, nachdem sich sowohl Andrew Riley als auch Ersatzläufer Norman Pittersgill verletzt hatten.

## Punktespiegel
Statt eines Medaillenspiegels wurde ein Punktesystem verwendet (8 Punkte für den 1. Platz usw. bis zu einem Punkt für den 8. Platz), um disziplinenübergreifend eine Reihenfolge der teilnehmenden Nationen zu ermitteln. Die Gewinner-Nation erhielt den Golden Baton.
| Team Standings nach allen neun Wettbewerben | Team Standings nach allen neun Wettbewerben | Team Standings nach allen neun Wettbewerben |
| Platz                                       | Land                                        | Gesamtpunktzahl                             |
| ------------------------------------------- | ------------------------------------------- | ------------------------------------------- |
| 1                                           | Vereinigte Staaten                          | 54                                          |
| 2                                           | Jamaika                                     | 27                                          |
| 3                                           | Japan                                       | 27                                          |
| 4                                           | Deutschland                                 | 18                                          |
| 5                                           | Polen                                       | 17                                          |
| 6                                           | Brasilien                                   | 16                                          |
| 7                                           | Volksrepublik China                         | 15                                          |
| 8                                           | Italien                                     | 15                                          |
| 9                                           | Frankreich                                  | 13                                          |
| 10                                          | Vereinigtes Königreich                      | 13                                          |
| 11                                          | Kanada                                      | 12                                          |
| 12                                          | Australien                                  | 12                                          |
| 13                                          | Kenia                                       | 11                                          |
| 14                                          | Südafrika                                   | 10                                          |
| 15                                          | Trinidad und Tobago                         | 8                                           |
| 16                                          | Belgien                                     | 7                                           |
| 17                                          | Papua-Neuguinea                             | 5                                           |
| 18                                          | Belarus                                     | 4                                           |
| 19                                          | Ecuador                                     | 3                                           |
| 20                                          | Athlete Refugee Team                        | 2                                           |
| 20                                          | Ghana                                       | 2                                           |
| 20                                          | Türkei                                      | 2                                           |
| 20                                          | Schweiz                                     | 2                                           |
| 24                                          | Dänemark                                    | 1                                           |